# 吉尼奧德

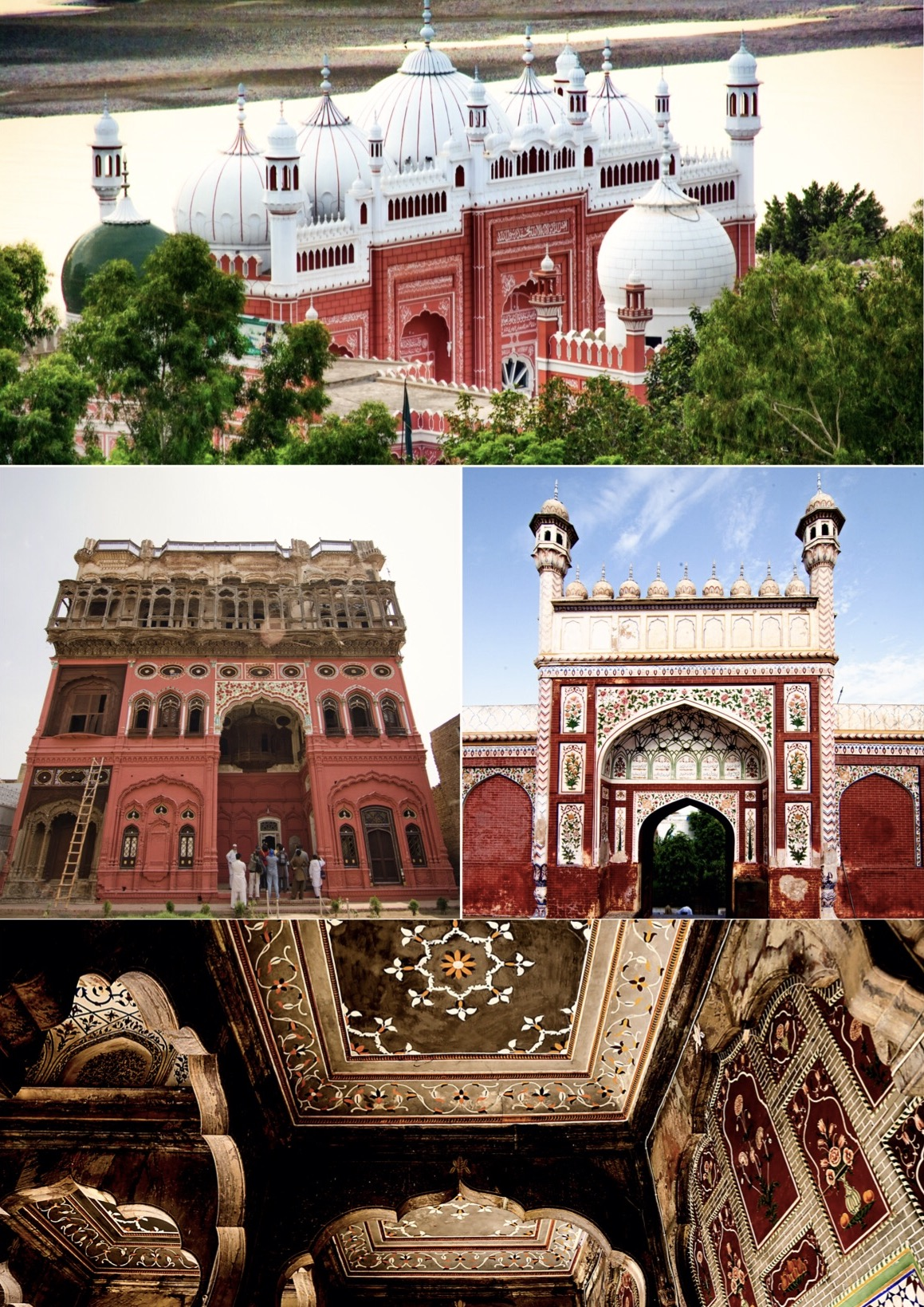
吉尼奧德

吉尼奧德是巴基斯坦的城市，由旁遮普省負責管轄，位於該國東部奇納布河左岸，距離首府拉合爾158公里，面積10平方公里，海拔高度179米，每年平均降雨量399毫米，2010年人口224,581。

## 外部連結
- Chiniot Tehsil Municipal Administration's official site
- Chiniot Web Album
- Chiniot Map （页面存档备份，存于）
- Chiniot City （页面存档备份，存于）